# Toulfé
Toulfé est une localité du Burkina Faso située dans le département de Titao, la province du Loroum et la région du Nord.

## Population
Lors du recensement de 2006, on y a dénombré 2 940 habitants. 

## Histoire
Le dimanche 26 mai 2019, pendant l'office, l'église catholique de Toulfé a été la cible d'une attaque terroriste, au cours de laquelle quatre personnes ont été tuées et deux gravement blessées.